# Hữu Ước
Hữu Ước (sinh năm 1953) là một Anh hùng Lao động, tướng lĩnh Công an nhân dân Việt Nam, cấp bậc Trung tướng. Ông nguyên là Tổng Biên tập Báo Công an nhân dân (2003-2013), Phó Tổng Cục trưởng Tổng cục Chính trị, Bộ Công an (Việt Nam). Ông còn là một nhà văn, nhà thơ. Ông hiện là Chủ tịch Chi hội nhà văn Công an, Hội viên Hội Nhà văn Việt Nam.

## Tiểu sử

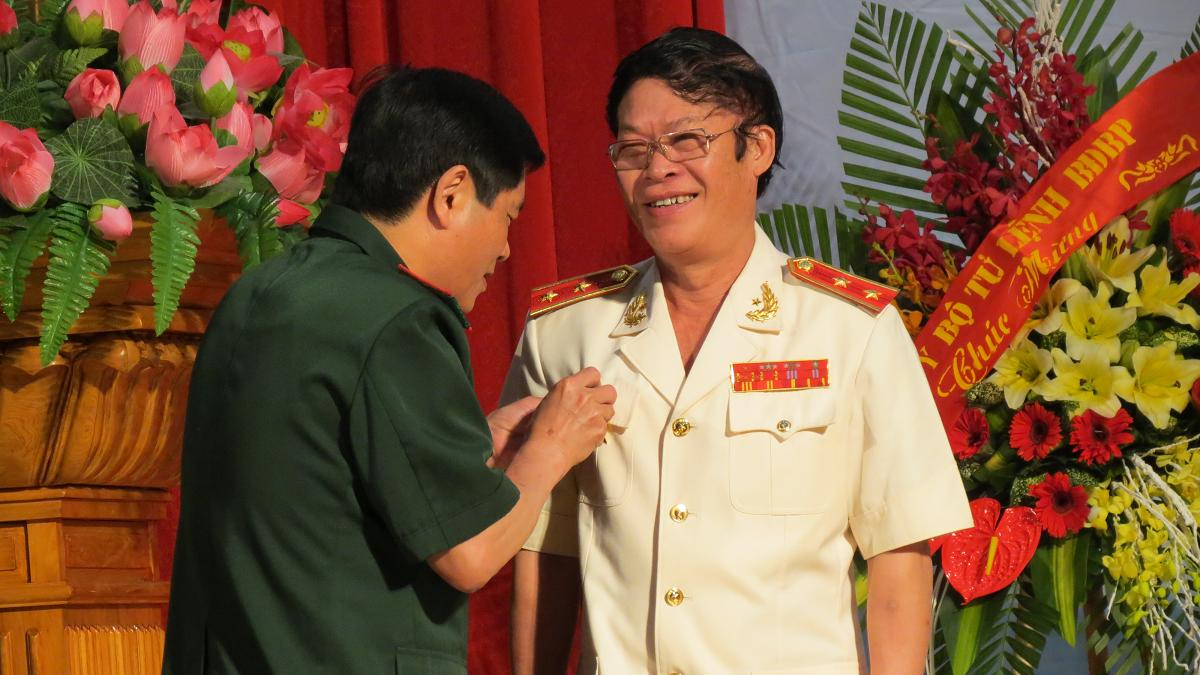
Anh hùng, Trung tướng Hữu Ước được gắn kỷ niệm chương của báo Biên phòng, trong lễ đón nhận Huân chương Bảo vệ tổ quốc hạng Nhì và kỷ niệm 56 năm Ngày Truyền thống của báo (22/4/1959 - 22/4/2015)

Ông tên thật là Nguyễn Hữu Ước, sinh ngày 20 tháng 5 năm 1953 tại xã Tiên Tiến, huyện Phù Cừ, tỉnh Hưng Yên.
Năm 1970, ông nhập ngũ, tham gia lực lượng Bộ đội Biên phòng Việt Nam. Sau khi xuất ngũ, ông theo học Đại học báo chí, sau đó trở thành phóng viên Báo Công an nhân dân và trở thành sĩ quan Công an nhân dân.
Tuy nhiên vào tháng 9 năm 1985 ông bị bắt vì viết về một người công an "xấu". Trong lệnh chỉ ghi vì "vi phạm pháp luật" mà không có tội danh nào cụ thể. Khi ấy, ông là Đại úy, Trưởng phòng Thời sự Báo Công an nhân dân. Sau 3 năm bị giam và trải qua 4 phiên tòa ông được xử trắng án.
Khi quay trở lại Báo Công an nhân dân thì ông bị xếp vào diện giảm biên chế, phải quay sang làm nhiều việc để kiếm tiền.
Hoạn lộ của ông trở lại sau đó 8 năm. Năm 1997, ông được bổ nhiệm làm Tổng biên tập Báo An ninh thế giới và Tạp chí Văn hóa – Văn nghệ Công an. Năm 2003, làm Tổng Biên tập Báo Công an nhân dân. Ông được thăng hàm Thiếu tướng Công an nhân dân năm 2006.
Ngày 29 tháng 7 năm 2008, ông được Chủ tịch nước Nguyễn Minh Triết ký Quyết định số 975/QĐ-CTN phong tặng danh hiệu Anh hùng Lao động.
Ngày 2 tháng 12 năm 2009, ông được bổ nhiệm chức vụ Phó Tổng cục trưởng Tổng cục Xây dựng Lực lượng Công an nhân dân và vẫn kiêm nhiệm chức vụ Tổng Biên tập Báo Công an nhân dân.
Ngày 16 tháng 7 năm 2010, được Thủ tướng Chính phủ quyết định thăng cấp bậc hàm từ Thiếu tướng lên Trung tướng.
Từ năm 2011, ông kiêm Tổng Biên tập kênh Truyền hình Công an nhân dân (ANTV).
Ông cũng đồng thời là Ủy viên Hội đồng Lý luận, Phê bình Văn học Nghệ thuật Trung ương, Ủy viên Ban Chấp hành Hội Nhà báo Việt Nam, Hội viên Hội Nhà văn Việt Nam.
Ngày ngày 19 tháng 7 năm 2013, Bộ Công an đã công bố quyết định bổ nhiệm đại tá Phạm Văn Miên giữ chức vụ Tổng Biên tập báo Công an nhân dân thay trung tướng Nguyễn Hữu Ước. Quyết định có hiệu lực từ ngày 19 tháng 7 năm 2013.
Anh hùng, Trung tướng Nguyễn Hữu Ước hiện đã nghỉ hưu.

## Lịch sử thụ phong quân hàm
| Năm thụ phong | 2006        | 2010        |
| ------------- | ----------- | ----------- |
| Quân hàm      |             |             |
| Cấp bậc       | Thiếu tướng | Trung tướng |

## Một số tác phẩm
Thơ
- "Nốt trầm"
- "...và giọt thời gian"
- "Thơ chơi"
- "Ngẫu hứng thơ"
- "Một mình"
- "Mùi lửa"
- "Hữu Ước 100 bài thơ chọn"

Văn xuôi
- "Vòng vây cô đơn" (truyện ngắn, 1994)
- "Đêm giông" (truyện dài, 1995)
- "Một con người" (truyện ngắn và ký, 2000).
- "Ký sự chọn lọc" (2002)
- "Thế sự" (các tác phẩm văn, thơ, kịch, chọn lọc, 2006)
- "Suối Cọp" (2021)
- "Người đàn bà uống rượu" (tập truyện ngắn)
- "Ký ức sống"

Điện ảnh
- "Tình thương và pháp luật" (1984)
- "Đêm giông" (1995)
- "Cô gái si đa" (2 tập - 1990)
- "Người con gái Đất Đỏ" (1995)
- "Tình ca màu lá"
- "Tình yêu không có chân trời"

Kịch
- "Quả báo" (1988)
- "Khoảnh khắc mong manh" (1989)
- "Vòng đời" (2000)
- "Sếp rởm" (2000)
- "Vòng vây cô đơn" (2002)
- "Vòng xoáy" (2003)
- "Người đàn bà uống rượu" (2004)
- "Tiếng chuông chùa" (2005)
- "Giấc mơ quan" (2007)
- "Nhật ký kẻ tử tù" (Kịch nói)

Tiểu thuyết
- Kiếp người - Sống - Quyển 1
- Kiếp người - Lửa - Quyển 2
- Kiếp người - Lạnh - Quyển 3

Hội họa:
Họa sỹ Hữu Ước có 250 bức tranh bằng chất liệu sơn dầu, acrylic trên toan với nhiều thông điệp khác nhau. Tác phầm hội họa của Họa sỹ còn giới thiệu một tác phẩm điêu khắc đầu tay về chân dung người lính. Tất cả các tác phẩm  kể chuyện thế sự bằng tranh mang mang tính thời đại.
Âm nhạc:
- Lời Bác - Lời của nước non

- Mẹ tôi

- Một câu hò sông Hương
- Lời ru cỏ non
- Lời hẹn hò cuối cùng
- Chúng tôi, người nghệ sĩ
- Tiếng đêm
- Tình yêu tuổi 20
- Khoảng trống
- Giọt sương
- Phiêu diêu
- Khi em là thiên thanh
- Tiếng chuông chùa
- Tình yêu của em
- Hãy đốt lên ngọn lửa
- Em vẫn đợi
- Vỉa hè Hà Nội
- Thêm một

## Các giải thưởng văn học – Báo chí – Sân khấu
- Giải thưởng truyện ngắn Báo Văn nghệ (1995): Truyện ngắn "Ước vọng của anh tôi"
- Giải thưởng truyện ngắn Tạp chí Tác phẩm mới (1996): Truyện ngắn "Đám ma hủi"
- Giải báo chí toàn quốc (1998): Ký sự "Một chặng đường nước Mỹ"
- Giải thưởng Hội nghệ sĩ Sân khấu (1999): Vở kịch "Khoảnh khắc mong manh"
- Giải thưởng Hội nghệ sĩ Sân khấu (2002): Vở kịch "Vòng vây cô đơn"
- Giải thưởng Hội nghệ sĩ Sân khấu (2003): Vở kịch "Vòng xoáy"

## Gia đình
Anh hùng, Trung tướng Hữu Ước lập gia đình với Đại tá Công an nhân dân Việt Nam Nguyễn Thị Lý. Bà mất ngày 1 tháng 7 năm 2012 vì tai nạn giao thông.

## Thông tin tiêu cực
Ngày 12/5, trên trang Facebook cá nhân, Luật sư Trần Đình Triển – Trưởng Văn phòng luật sư Vì Dân xuất hiện những thông tin tiêu cực liên quan đến Trung tướng Hữu Ước và diện tích đất do UBND thành phố Hà Nội cấp cho cán bộ, nhân viên báo CAND từ năm 2002. Trung tướng Hữu Ước đã tự ý "sang tên" lô đất cho công ty khác, sau đó lại làm văn bản (không xin ý kiến lãnh đạo Bộ và Tổng cục XDLL Bộ Công an) xin trả lại lô đất cho UBND thành phố Hà Nội vì không có nhu cầu. Trung tướng Hữu Ước cho biết sẽ khởi kiện luật sư Trần Đình Triển vì hành vi vu khống, làm tổn hại danh dự của cá nhân ông . Luật sư Triển đáp lại trên Facebook:
"với bản thân tôi khi được thân chủ đồng ý và tài liệu thu thập được phải có cơ sở tôi mới đưa thông tin." và cho biết, văn phòng luật sư Vì Dân đã gửi lãnh đạo Bộ Công an văn bản về vụ việc.
Trung tướng Hữu Ước ngày 17/5 đã chính thức đề nghị Bộ Công an và Công an thành phố Hà Nội điều tra các cáo buộc liên quan tới đất đai của luật sư Trần Đình Triển đối với ông. Ông Trần Đình Triển là luật sư đại diện cho Thượng tá Lê Kim Chi, Phó trưởng Ban báo Công an nhân dân - người đang bị điều tra liên quan tới dự án làm nhà cho cán bộ báo.